# Jelasity Radován
Jelasity Radován (szerbül Радован Јелашић / Radovan Jelašić, Baja, 1968. február 19. – ) magyarországi szerb közgazdász, a magyarországi Erste Bank elnök-vezérigazgatója, a Szerb Nemzeti Bank (NBS) volt elnöke. 2000-ben, jegybank-alkormányzói kinevezésekor felvette a szerb állampolgárságot, ami mellett megtartotta a magyart is. A 2022-es Befolyás-barométer szerint ő volt Magyarország 31. legbefolyásosabb személye.

## Pályafutása
A hatodik osztály befejezéséig Hercegszántón élt és az ottani szerbhorvát iskolában tanult, majd a budapesti Szerbhorvát Gimnáziumban érettségizett. 1986-ban a Marx Károly Közgazdaságtudományi Egyetemre felvételizett sikeresen, ám tanulmányait egy, a kisebbségekkel kapcsolatos nemzetközi egyezmény alapján a Belgrádi Egyetem Közgazdasági Karán kezdhette meg; ott is szerzett diplomát 1992-ben. Ezután egy évre Passauba ment nyelvet tanulni. MBA diplomáját a chicagói Illinois Egyetemen szerezte, ahol 1993 és 1995 között tanult.
Karrierjét Frankfurt am Mainban, a Deutsche Banknál kezdte, ahol menedzserként négy évig a közép- és kelet-európai régió ügyeinek illetékese volt. 1999-ben munkahelyet váltott, és másfél évig az ugyancsak frankfurti McKinsey & Company társaság német, lengyel és bolgár bankprojektjeivel foglalkozott. Itteni tevékenysége több területet átölelt a hitelfinanszírozástól a privatizáción, a vállalatfelvásárlásokon, a szervezeti átépítésen és a vállalati finanszírozáson át a jelzáloghitel-stratégiák előkészítéséig.
2000 novemberében Mladjan Dinkics, a jugoszláv jegybank újonnan kinevezett kormányzója felkérte helyettesének. Jelasity ekkor vette fel a szerb állampolgárságot, és 2001 januárjától a Jugoszláv Nemzeti Bank, illetve később Szerb Nemzeti Bank alkormányzója lett. Itt is számos terület felelőse volt, erre az időszakra tehetők ugyanis a banki ágazat átépítése, a bankok felügyeletének reformja, a Nemzetközi Valutaalappal, a Világbankkal és az Európai Unió pénzügyi programjairól való tárgyalások, a Nemzeti Bank IT-részlegének átszervezése, a kis- és középvállalkozások támogatására létrejött részleg felállítása, valamint a Szerb Nemzeti Bank által igényelt technikai segítség megszervezése.
2004. február 25-én a Szerb Köztársaság parlamentje a Szerb Nemzeti Bank kormányzójává (guverner) nevezte ki. Posztját március 1-jén foglalta el. 2007. szeptember 26-án a parlament öt évvel meghosszabbította megbízatását. 2010. március 23-án bejelentette lemondását. A hatályos törvények értelmében egy éven belül nem vállalhatott munkát kereskedelmi banknál, de tervei szerint a magánszférában kívánt elhelyezkedni. Hatéves jegybankelnöki időszaka alatt független szakembernek számított, aki nem félt felülemelkedni a politikai szempontokon. Erősítette a nemzeti bank szerepét, és aktívan fellépett az infláció kordában tartása érdekében. Kritikusai szerint túl nagy nyomás alatt tartotta a bankokat, és túl szigorú volt a kormányzati költekezéssel szemben, következetessége miatt azonban tisztelték.
2010 decemberétől 2011 májusáig a Bank Austria Unicredit bécsi regionális központjában dolgozott, 2011 júniusától a magyarországi Erste Bank elnök-vezérigazgatója, ahol fő kihívásának a bank nyereségessé tételét tekinti. 2019-ben a Magyar Bankszövetség ideiglenes alelnöke lett, 2020 májusában a Bankszövetség elnökévé választották. 2024 májusa óta a Német-Magyar Ipari és Kereskedelmi Kamara igazgatóságának tagja, valamint 2024 novembere óta a Magyar Kereskedelmi és Ipari Kamara igazgatóságának tagja.
Bosnyák nagyapja az I. világháború előtt vándorolt ki az amerikai St. Louisba, és ott ismerte meg hercegszántói születésű későbbi feleségét, így a háború után a faluban telepedtek le. Szülei ma is ott élnek, testvére pedig Budapesten.
Felesége, Anasztázia görög származású amerikai.